# Justizanstalt Asten
Die Justizanstalt Asten ist eine Justizanstalt und Einrichtung für Forensische Psychiatrie der österreichischen Justiz in der oberösterreichischen Marktgemeinde Asten. In der Einrichtung werden so genannte geistig abnorme Rechtsbrecher, die zum Zeitpunkt der Tatbegehung nicht zurechnungsfähig waren und daher nicht zu einer Freiheitsstrafe verurteilt werden konnten, im Rahmen des Maßnahmenvollzugs untergebracht.

## Geschichte
Im Frühjahr 2010 wurde auf dem Gelände der Außenstelle Asten der Justizanstalt Linz das Forensische Zentrum Asten (FZA) eröffnet. Zuvor gab es österreichweit mit der Justizanstalt Göllersdorf in Niederösterreich nur eine Einrichtung der forensischen Psychiatrie, die direkt vom Bundesministerium für Justiz betrieben wurde. Andere geistig abnorme Rechtsbrecher werden zum Teil auch in geschlossenen psychiatrischen Abteilungen regulärer Krankenhäuser untergebracht. Ausgelegt ist das Forensische Zentrum Asten auf die Langzeitrehabilitation von Maßnahmenpatienten mit schweren psychischen Erkrankungen. Zunächst umfasste das Zentrum 91 Bettenplätze, im Jahr 2015 wurde ein Zubau fertiggestellt, der die Kapazität des Forensischen Zentrums auf bis zu 153 Maßnahmenpatienten erhöhte. Seit einer Adaption der Räumlichkeiten des Forensischen Zentrums im Sommer 2017 können neben männlichen auch 14 weibliche Maßnahmenpatienten in Asten untergebracht werden.
Bis Ende des Jahres 2018 waren auf dem Gelände in Asten zwei organisatorisch voneinander getrennte Außenstellen der Justizanstalt Linz untergebracht: Zum einen das Forensische Zentrum Asten und zum anderen die bereits zuvor am selben Standort errichtete Außenstelle Asten. Mit 1. Jänner 2019 wurden diese beiden Außenstellen organisatorisch zusammengeführt und in eine eigenständige Justizanstalt umgewandelt, die nun die Bezeichnung Justizanstalt Asten trägt und nicht mehr der Justizanstalt Linz organisatorisch zugehörig ist. Im Jahr 2019 geriet die Justizanstalt aufgrund mehrerer Vorfälle – unter anderem allein in diesem Jahr bis Mitte Juli 28 strafbaren Handlungen unter Insassen, 16 gegen Justizwachebeamte, einem Fund von Kinderpornographie bei einem Insassen und 50 Entweichungen aus dem Gefängnis seit dem Jahr 2012 – in den verstärkten Fokus der Medien sowie des Justizministeriums. Die Generaldirektion für den Strafvollzug im Justizministerium stellte in der Folge ihren Abteilungsleiter für Sicherheit dem Leitungsteam der Justizanstalt Asten als Experten zur Seite.
Mit einem Zubau 2023 wurde die Kapazität auf 300 Betten erhöht.